# Tedania tepitootehenuaensis
Espèce
Tedania tepitootehenuaensis est une espèce d'éponges de la famille des Tedaniidae.

## Distribution
L'espèce est décrite des côtes de l'île de Pâques, dans l'Océan Pacifique.

## Taxinomie
L'espèce Tedania tepitootehenuaensis est décrite en 1990 par Ruth Desqueyroux-Faúndez.